# Jean-Élie Terrasson de Verneuil
Pour les articles homonymes, voir Terrasson.
Jean-Élie Terrasson de Verneuil, né le 3 août 1752 à Angoulême et mort le 22 septembre 1803 à Paris, est un officier de marine français élevé au grade de contre-amiral en 1798. 

## Biographie
Jean-Élie Terrasson de Verneuil est entré dans la marine en 1766. 
Il a été nommé contre-amiral en avril 1798. Il est commandant des armes par intérim du port de Brest de 1798 jusqu'en 1800, puis est nommé chef militaire de ce port en 1800.